# Mihai Bravu (Giurgiu)
Mihai Bravu es una comuna ubicada en el distrito de Giurgiu, Rumania.

## Superficie
Cuenta con una superficie de 66,54 kilómetros cuadrados.

## Demografía
Hasta 2021 la población era de 2335 habitantes, con una densidad de población de 35,09 habitantes por kilómetro cuadrado.